# Azerbaïdjan au Concours Eurovision de la chanson 2018
L'Azerbaïdjan est l'un des quarante-trois pays participants du Concours Eurovision de la chanson 2018, qui se déroule à Lisbonne au Portugal. Le pays est représenté par Aisel et sa chanson X My Heart, sélectionnées en interne par le diffuseur İTV. L'Azerbaïdjan arrive à la 11e place de sa demi-finale avec 94 points, ce qui ne suffit pas à le qualifier. Le pays est donc éliminé.

## Sélection

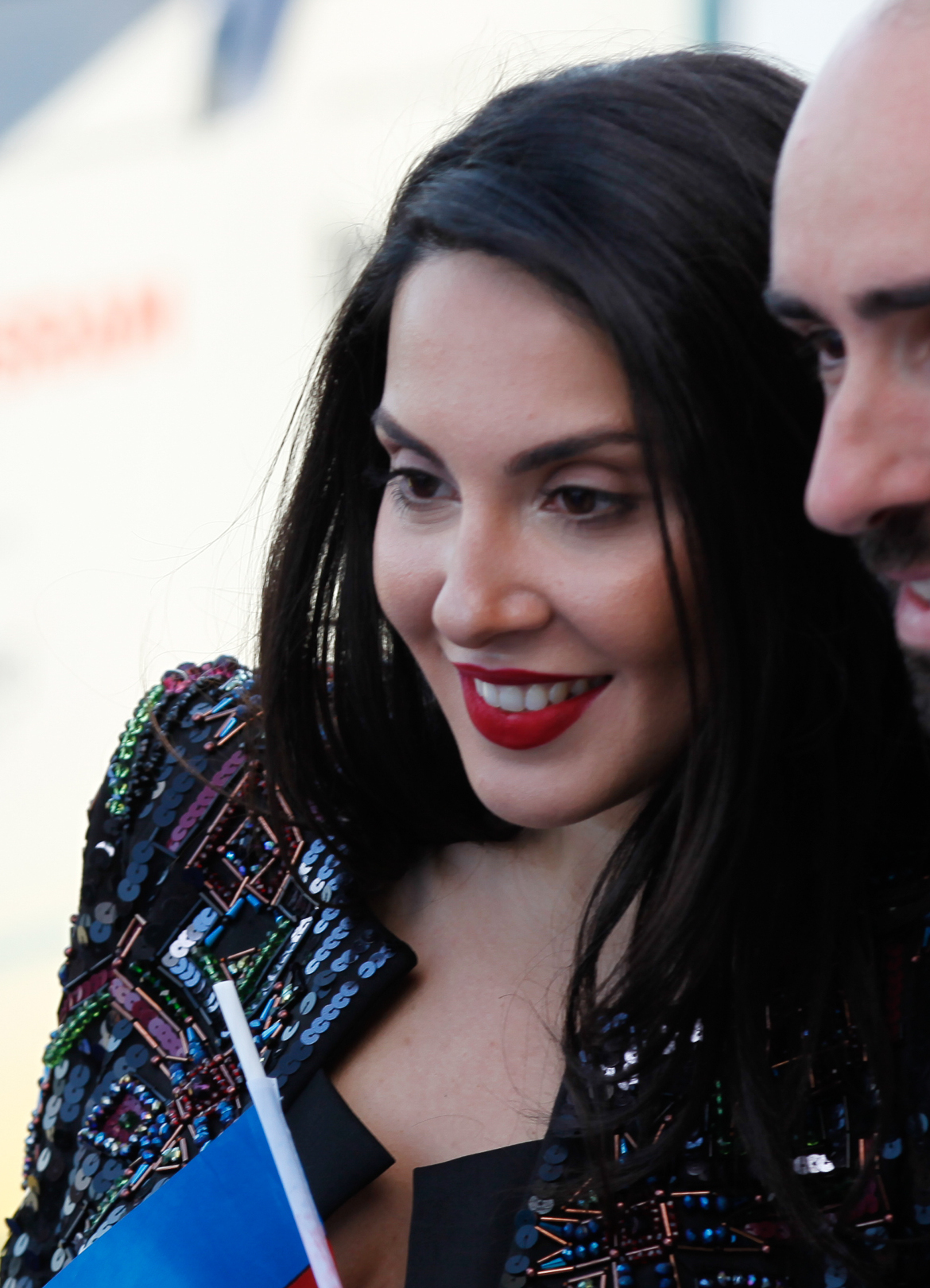
Aisel durant la cérémonie du tapis turquoise de l'Eurovision 2018.

La participation azérie au Concours 2018 a été confirmée le 11 août 2017.
L'artiste sélectionnée par le diffuseur a été annoncée le 8 novembre 2017 : il s'agit d'Aisel. La chanson, intitulée X My Heart, a été révélée au grand public le 4 mars 2018.

## À l'Eurovision
L'Azerbaïdjan a participé à la première demi-finale, le 8 mai 2018, mais, ne terminant qu'à la 11e place avec 94 points, ne s'est pas qualifié pour la finale. C'est la première fois depuis ses débuts en 2008 que l'Azerbaïdjan manque la finale.